# Würm I
Würm I es el primer periodo de la subdivisión de la glaciación conocida como Würm europeo, alpino o alemán y como Wisconsin en América.
La glaciación Würm fue la última que conoció la Tierra y con ella se considera terminado el Pleistoceno y las llamadas «glaciaciones antropológicas» por los científicos, debido a que fueron usadas por el hombre para su paso a América. 
Las otras «glaciaciones antropológicas» anteriores a la Würm o Wisconsin, fueron:
- Glaciación de Donau, hace 2.000.000 de años
- Glaciación de Günz o nebrasquiense, de 1.000.000 años
- Glaciación de Mindel o kansaniense de hace 400.000 años
- Glaciación de Riss o illinoiense de hace 150.000 años

Se supone, según las teorías enunciadas, que solo la de Würm fue aprovechadas por el ser humano para su paso a América. Los científicos las consideran «glaciaciones recientes».

## Subdivisiones del Würm locales
El Würm I alemán se divide en Ia y Ib, correspondiéndose con el I y II franceses respectivamente.
Estas subdivisiones son las realizadas para Alemania, teniendo una correspondencia con las francesas como se indica:
| Alemania | Francia     |
| -------- | ----------- |
| Würm I   | Würm I + II |
| Würm II  | Würm III    |
| Würm III | Würm IV     |